# Технік (сторожовий корабель)
«Технік» — радянський річковий сторожовий корабель, облаштований на початку Німецько-радянської війни з мобілізованого парового колісного буксира.

## Історія служби
Паровий колісний буксир побудовано у 1931 році на заводі «Ленінська кузня» у Києві (за іншими даними — рік будівництва 1912 на заводі Кондзерського, м. Київ).
З початком війни «Технік» мобілізовано 23 червня 1941 року за передвоєнним планом та після 6 липня повністю переоблаштовано у військовий корабель на заводі ім. І. В. Сталіна у Києві. За тодішньою класифікацією кораблі, що мали артилерію калібру 76 мм або менше були у класі «сторожовий корабель». «Технік» отримав лише одну гармату головного калібру і таким чином став одним з найслабкіших сторожовиків флотилії. Його командиром став молодший лейтенант запасу Ослянський Є. Б. (за іншими даними — лейтенант запасу Гордієнко М. М., див. також історію сторожового корабля «Паризька комуна»).
11 липня «Технік» (у військових документах дається також і номерна назва «СК-4») включено до складу Прип'ятського загону річкових кораблів Пінської військової флотилії (ПВФ). Напротязі всього липня та серпня місяця корабель вів бої на річці Прип'ять, поступово відходячи до її гирла разом з сухопутними військами Червоної армії. 28 серпня «Техніка» залучено до Березинського загону річкових кораблів та надано завдання не допустити форсування Дніпра супротивником на ділянці Домантове — Теремці.
На той момент ворог вже захопив плацдарми на лівому березі Дніпра дещо південніше, поблизу села Окунінове, а також північніше у районі міста Гомель.
Тому «Технік» разом з іншими кораблями Прип'ятського та Березинського загонів річкових кораблів у ніч на 31 серпня брав участь у так званому другому окуніновському прориві до Києва, де розташовувався штаб ПВФ. Але біля села Домантове, ще на підході до ворожого плацдарму, сторожовик потрапив під сильний артилерійський обстріл з правого берега. На кораблі почалася пожежа, і він невдовзі затонув.